# Vasiliy Kulik
Vasiliy Sergeyevich Kulik (em russo: Василий Кулик; 17 de janeiro de 1956 - 26 de junho de 1989) foi um estuprador em série e serial killer russo condenado pelo assassinato de 13 pessoas - meninas, meninos e mulheres idosas -  na cidade de Irkutsk, entre 1984 e 1986.   
Kulik foi executado por fuzilamento em 1989. 

## Infância e juventude
Vasiliy Kulik nasceu prematuro em 17 de janeiro de 1956 em Irkutsk, na antiga União Soviética. Era o caçula de três filhos e seu pai, Sergei Kulik, era doutor em Ciências Biológicas e escritor. Sua mãe era diretora de escola. A família Kulik era considerada respeitável, mas após sua prisão a mãe relatou que não lhe deu atenção até ele completar seis meses de vida e que até os dois anos ele não a deixava dormir e que ela o havia surrado por isto. Sua mãe e irmãs relataram também que ele era depressivo, cruel e havia torturado animais desde tenra idade. Na escola, teria sofrido bullying e mais tarde se engajado no boxe para se defender, reporta o Policing da Rússia. Aos 18 anos, Kulik serviu no exército soviético de 1974 a 1976.    
Foi no início da idade adulta que sua saúde mental teria piorado, relatou sua mãe, quando passou a ter relacionamentos promíscuos. Teria também tido uma experiência de sexo anal, forma pela qual estuprava as vítimas depois.   .
Após sua dispensa, Kulik começou a estudar Medicina no Instituto Médico de Irkutsk e durante sua vida acadêmica teria tentado seduzir inúmeras mulheres, incluindo colegas e mulheres casadas, que frequentemente o rejeitavam. Ele também convidava mulheres para festas, as drogava e depois estuprava. 
Em 1980, Kulik foi assaltado e severamente espancado, tendo diversos ferimentos na cabeça. No mesmo ano, Kulik escreveu um romance em que o personagem principal se relacionava com uma menina de nove anos, Varya Polyakova, com o único objetivo de fazer sexo com ela. Polyakova deu uma entrevista janeiro de 2022 relembrando como 40 anos antes havia escapado. Ela então contou que ele a seduziu com sua voz doce, quase feminina, e com bilhetes. "Ele me pediu para não contar aos meus pais que teríamos uma amizade secreta", disse, revelando que algumas semanas depois ele a convidou para ir a um sótão (veja imagem aqui), mas que quando estava subindo as escadas, sem um motivo aparente, ela resolveu voltar para correr pelo jardim. "A única vítima sobrevivente do médico maníaco de Irkutsk, Kulik, 40 anos depois, contou como escapou das mãos de um monstro", era o título da matéria. Kulik mais tarde revelou: "nos últimos 5-6 anos (após o ferimento na cabeça), visito regularmente os pensamentos de natureza sexual, onde realizo atos sexuais com crianças. No início, pensava apenas nas meninas e depois sobre os meninos, assim como as velhas".   
Casou-se com Marina, uma jovem advogada de Severobaikalsk, com quem teve um filho, mas depois revelou: "enquanto fazia sexo com minha esposa, eu desejava mentalmente menininhas".  
Em 1982, Kulik se formou e saiu de casa para começar a trabalhar como médico de ambulância na Estação de Emergência de Irkutsk. Usando informações sobre os pacientes, ele passou a invadir suas casas, cometendo uma série de estupros de crianças, muito poucos dos quais foram denunciados à polícia.

## Crimes
Originalmente um estuprador em série, Kulik era um pedófilo e gerontófilo violento. Seu primeiro estupro foi cometido na primavera de 1982, o de uma menina, que ele atraiu para uma garagem. 
Em 1984 cometeu o primeiro assassinato, quando drogou, estuprou e estrangulou uma mulher idosa que havia encontrado na rua e que confiou nele por ele ser um médico. No entanto, um legista depois registrou a morte como "natural". "E nenhuma outra versão foi sequer considerada. (...) Os investigadores estavam tão confiantes de que estavam certos que mesmo as marcas de asfixia no pescoço e a marca de injeção no corpo não foram percebidas pela equipe de investigação, para não falar dos sinais de violência sexual. (...) Mas a polícia desesperadamente não queria admitir o fato do aparecimento de um maníaco na cidade. Vez após vez, (...) não viam sinais de crime. E até o fato de um talher ter sido encontrado na vagina de uma das vítimas foi descartado, como “autossatisfação”, escreveu o IRK em janeiro de 2022, 36 anos após sua prisão. 
"Em geral, aos poucos fui me acostumando com a ideia de que o parceiro teria que ser morto, estrangulado para que não houvesse gritos. Tive casos em que as crianças começaram a gritar de dor e eu as deixei assustadas. Desde 1984, comecei a matar pessoas que eram objetos dos meus desejos sexuais. Durante a relação sexual, eu os sufoquei, senti o espasmo do corpo do parceiro, as convulsões, enquanto experimentava um grande prazer, até então desconhecido. A partir desse período, terminei a relação sexual quando meu parceiro já estava morto, ou seja, matei meu parceiro durante a relação sexual", disse durante as investigações. 
"Em agosto de 1985, ele matou Vika, de nove anos... Com particular crueldade! Ele estuprou, enrolou uma corda de pular no pescoço e pendurou na maçaneta da porta... Sua vítima mais jovem tinha apenas 2,5 anos. A menina foi roubada! A avó deixou a neta sozinha na varanda da casa por alguns minutos. Kulik presenciou a cena, agarrou o bebê, carregou-o nos braços quase por todo o centro da cidade, sem que nenhum dos transeuntes sequer prestasse atenção. Ele até tentou em seu próprio filho mais velho enquanto sua esposa não estava em casa. O menino começou a chorar e Kulik mudou de ideia sobre estuprá-lo. Ao mesmo tempo, o filho contou tudo à mãe", reportou o IRK. 

### Modus operandi
Usando seu "charme", ele convidava as crianças - escolhia as que não tinham supervisão de adultos - para, por exemplo, ver um cachorro. Já as mulheres idosas confiavam nele porque era médico. Depois de atrair a vítima, ele a estuprava e estrangulava. 

## Prisão, pena e execução
Em 17 de janeiro de 1986, no dia em que completava 30 anos, foi apanhado por moradores da cidade após ser encontrado com um menino de seis anos chamado Seryozha. Ele havia encontrado a criança na padaria, para onde tinha ido comprar um bolo de aniversário. Galina Veselova, então cozinheira da cantina da Universidade Agrícola de Irkutsk, contou que viu o homem arrastando o menino pela rua, o seguiu com uma amiga e o encontrou num prédio abandonado (veja imagem do local aqui). "A aparição de estranhos claramente o confundiu. Ele ficou com medo. Os olhos, escondidos atrás das lentes grossas de enormes óculos redondos, piscaram. Sob seus pés, com as calças arriadas, um menino jazia gemendo no chão frio". Kulik tentou explicar que era médico e estava ajudando uma criança doente. Tentou fugir, mas alguém teria gritado "pega, estuprador" e ele foi perseguido, apanhado, espancado, amarrado e depois entregue aos policiais. Preso, confessou todos os seus crimes, mas sua narrativa foi inicialmente rejeitada até que provas suficientes fossem encontradas.  
O caso passou pela mão de vários investigadores, enquanto Kulik passou a negar os crimes. Em 1987, uma equipe especial de investigação, chefiada por um dos melhores investigadores do país, Nikolai Kitaev, foi criada e as meninas estupradas, mas deixadas vivas, foram encontradas e puderam testemunhar. Os psiquiatras descreveram o assassino como "um tipo de psicopata amoral, antissocial e com tendências criminosas pronunciadas". 
Em 11 de agosto de 1988 Kulik foi condenado à morte pelos 13 assassinatos que havia confessado, além de quase 30 estupros e agressões adicionais. 
Foi executado por fuzilamento em 26 de junho de 1989 em Irkutsk. 

## Sumário
- Este artigo foi inicialmente traduzido, total ou parcialmente, do artigo da Wikipédia em inglês cujo título é «Vasiliy Kulik».